# Amphoe Phu Phan
Amphoe Phu Phan (Thai: อำเภอ ภูพาน) ist ein Landkreis (Amphoe – Verwaltungs-Distrikt) im Südosten der Provinz Sakon Nakhon. Die Provinz Sakon Nakhon liegt in der Nordostregion von Thailand, dem so genannten Isan.

## Geographie
Amphoe Phu Phan grenzt von Norden her im Uhrzeigersinn gesehen an die Amphoe Kut Bak, Mueang Sakon Nakhon und Tao Ngoi in der Provinz Sakon Nakhon, sowie die Amphoe Na Khu, Huai Phueng, Somdet und Kham Muang of Provinz Kalasin.

## Geschichte
Phu Phan wurde am 30. April 1994 zunächst als „Zweigkreis“ (King Amphoe) eingerichtet, indem die drei Tambon Sang Kho, Lup Lao und Khok Phu vom Amphoe Kut Bak abgetrennt wurden. 
Im Jahr 1996 wurde Tambon Kok Pla Sio vom Amphoe Mueang Sakon Nakhon zum Bezirk hinzugefügt. 
Am 11. Oktober 1997 wurde Phu Phan zum Amphoe heraufgestuft.

## Verwaltung

### Provinzverwaltung
Der Landkreis Phu Phan ist in vier Tambon („Unterbezirke“ oder „Gemeinden“) eingeteilt, die sich weiter in 65 Muban („Dörfer“) unterteilen.
| Nr. | Name        | Thai    | Muban | Einw.  |
| --- | ----------- | ------- | ----- | ------ |
| 1.  | Sang Kho    | สร้างค้อ  | 23    | 10.574 |
| 2.  | Lup Lao     | หลุบเลา  | 15    | 07.020 |
| 3.  | Khok Phu    | โคกภู    | 18    | 14.889 |
| 4.  | Kok Pla Sio | กกปลาซิว | 09    | 04.000 |

### Lokalverwaltung
Es gibt zwei Kommunen mit „Kleinstadt“-Status (Thesaban Tambon) im Landkreis:
- Sang Kho (Thai: เทศบาลตำบลสร้างค้อ), bestehend aus dem ganzen Tambon Sang Kho.
- Khok Phu (Thai: เทศบาลตำบลโคกภู), bestehend aus dem ganzen Tambon Khok Phu.

Außerdem gibt es zwei „Tambon-Verwaltungsorganisationen“ (องค์การบริหารส่วนตำบล – Tambon Administrative Organizations, TAO):
- Lup Lao (Thai: องค์การบริหารส่วนตำบลหลุบเลา)
- Kok Pla Sio (Thai: องค์การบริหารส่วนตำบลกกปลาซิว)